# Leichtathletik-Weltmeisterschaften 2022/Teilnehmer (Saudi-Arabien)
| Gelbes Symbol für Goldmedaillen mit stilisierten Olympischen Ringen | Graues Symbol für Silbermedaillen mit stilisierten Olympischen Ringen | Braundes Symbol für Bronzemedaillen mit stilisierten Olympischen Ringen |
| ------------------------------------------------------------------- | --------------------------------------------------------------------- | ----------------------------------------------------------------------- |
| –                                                                   | –                                                                     | –                                                                       |

Der Leichtathletikverband von Saudi-Arabien nahm an den Leichtathletik-Weltmeisterschaften 2022 in Eugene mit zwei Athleten (ein Mann und eine Frau) teil.

## Ergebnisse

### Männer

#### Sprung/Wurf
| Athlet           | Disziplin      | Qualifikation | Qualifikation | Finale     | Finale |
| Athlet           | Disziplin      | Weite/Höhe    | Platz         | Weite/Höhe | Platz  |
| ---------------- | -------------- | ------------- | ------------- | ---------- | ------ |
| Hussain Al Hizam | Stabhochsprung | 5,65 m        | 14            | DNQ        | DNQ    |

### Frauen

#### Laufdisziplinen
| Athletin           | Disziplin | Vorlauf | Vorlauf | Halbfinale | Halbfinale | Finale | Finale |
| Athletin           | Disziplin | Zeit    | Platz   | Zeit       | Platz      | Zeit   | Platz  |
| ------------------ | --------- | ------- | ------- | ---------- | ---------- | ------ | ------ |
| Yasmeen al-Dabbagh | 100 m     | 13,21 s | 48      | DNQ        | DNQ        | –      | –      |